# Evangelische Pfarrkirche Mattighofen
Die Evangelische Pfarrkirche Mattighofen in der Stadtgemeinde Mattighofen in Oberösterreich stammt aus den Jahren 1961–1963. Die Evangelische Pfarrgemeinde A.B. Mattighofen ist Teil der Evangelischen Kirche A.B. in Österreich und gehört zur Evangelischen Superintendentur Oberösterreich. Die Kirche von Mattighofen wird auch Friedenskirche genannt.

## Die evangelische Kirche
Die Friedenskirche wurde ab 1961 an der Martin-Luther-Straße in Mattighofen erbaut. Im Sommer 1961 wirkten 40 junge Leute eines ökumenischen Aufbaulagers mehrere Wochen an der Baustelle mit, weitere Unterstützung kam auch vom Gustav-Adolf-Verein. Am 26. Mai 1963 konnte die Friedenskirche eingeweiht werden. Das Pfarrhaus wurde 1964 fertiggestellt.
Die Kirche ist in der Architektur der 1960er Jahre eher einfach gehalten, die drei Glocken sind einsehbar.
Als Architekt zeichnete Gerhard Bauböck aus Ried im Innkreis verantwortlich. Bei der Errichtung halfen sehr viele Gemeindemitglieder, insbesondere aus der Gruppe der 1944/45 eingetroffenen volksdeutsche Flüchtlinge aus dem Osten und Südosten Europas, als Freiwillige mit. Die Kirche wurde in Ziegelbauweise und Beton erbaut. Die Decke ist holzgetäfelt. Unmittelbar an die Kirche wurde der Gemeindesaal angebaut. Durch eine hölzerne Falt-Türe kann der Kirchenraum vergrößert werden.
Aus Naturstein bestehen der Altar, die Kanzel und das Taufbecken, alle stammen vom Steinmetzmeister Pasch aus Pischelsdorf. Das Sgraffito im Altarraum geht in Entwurf und Gestaltung auf den akad. Bildhauer Rupert Rothböck zurück. Die Glasfenster im Portal wurden von Walter Riemer entworfen, die Glasfenster im Altarraum von Dagmar Ebner.
Die drei Glocken waren eine Spende der Evangelischen Gemeinde Schwabbach (Baden-Württemberg). Die Orgel der evangelischen Kirche Mattighofen wurde als gebrauchtes Instrument aus der Gemeinde Stoob (Burgenland) gekauft.

## Geschichte der evangelischen Gemeinde
Das durch Kaiser Joseph II. erlassene Toleranzpatent von 1781 erlaubte die Wiedererrichtung evangelischer Pfarrgemeinden in den habsburgischen Landen. Im heutigen Österreich wurden bis 1795 insgesamt 48 Toleranzgemeinden geschaffen. Im Innviertel wurde die Mitgliederzahl für eine Toleranzgemeinde nicht erreicht, erst im Jahr 1900 wurde in Braunau die erste selbständige Pfarre in diesem Landesteil von Oberösterreich errichtet. Bis Ende 1944 gab es im Raum Mattighofen nur wenige Evangelische, die Seelsorge erfolgte von Braunau aus. In Mattighofen fanden evangelische Gottesdienste in einem von der Lederfabrik Vogl zur Verfügung gestellten Raum statt. Dies änderte sich Ende 1944 bzw. Anfang 1945, als Flüchtlingskonvois aus Siebenbürgen und Jugoslawien mit Menschen vorwiegend evangelischen Glaubens eintrafen. Die Predigtstation Mattighofen wurde am 1. Jänner 1960 zur Tochtergemeinde von Braunau erhoben und umfasste den damaligen Gerichtsbezirk Mattighofen. Bereits 1961 wurde in weiterer Folge die Pfarrgründung beschlossen. Am 1. Jänner 1962 erfolgte die Erhebung zur selbständigen evangelischen Pfarrgemeinde. In den Mattighofen zugeordneten Predigtstationen Lengau und Munderfing wurden ebenfalls Kirchen errichtet. Die Einweihung erfolgte bei der Glaubenskirche Lengau 1968 und bei der Reformations-Gedächtniskirche Munderfing 1970.

## Evangelische Kirchengebäude in der Pfarrgemeinde A.B. Mattighofen
Die evangelische Pfarre Mattighofen verfügt über drei Kirchen:
- Friedenskirche Mattighofen (erbaut 1961–1963)
- Reformations-Gedächtniskirche Munderfing (erbaut 1968–1970)
- Glaubenskirche Lengau (erbaut 1965–1968)